# 강범석
강범석(姜汎錫, 1966년 2월 15일~)은 대한민국의 공무원 출신 정치인이다. 제12·14대 인천 서구청장이다. 2014년 선거에서 당선되었으며, 2018년 선거에서 낙선하였다. 2022년 인천 서구청장에 재선되었다.

## 학력
- 서울탑동초등학교 졸업
- 문일중학교 졸업
- 1984년 문일고등학교 졸업
- 1990년 고려대학교 불어불문학 학사
- 1995년 고려대학교 대학원 신문방송학 석사과정 수료
- 2007년 인천대학교 동북아물류대학원 물류학 석사
- 2010년 인천대학교 동북아물류대학원 물류학 박사

## 경력
- 2002년 8월~2008년 2월 안상수 인천광역시장 비서실장
- 2009년 3월~2011년 2월 경원대학교 객원교수
- 2009년 5월~2011년 4월 한국환경산업기술원 감사
- 2011년 4월~2012년 3월 인천국제공항공사 비상임이사
- 2012년 4월~2013년 3월 특임장관실 제1조정관
- 2013년 3월~2013년 9월 국무총리비서실 조정관
- 2014년 7월~2018년 6월 제12대 인천광역시 서구청장(민선 6기, 새누리당→자유한국당, 초선)
- 2016년 12월~2017년 2월 새누리당 인천광역시당 서구 갑 당원협의회 조직위원장
- 2017년 2월~2018년 9월 자유한국당 인천광역시당 서구 갑 당원협의회 조직위원장
- 2018년 10월~ 2020년 2월: 자유한국당 인천광역시당 윤리위원회 위원
- 2021년 8월~2022년 6월: 국민의힘 인천광역시당 서구 을 당원협의회 조직위원장
- 2021년 12월~2022년 1월: 국민의힘 인천을 살리는 선거대책위원회 선거대책위원장단 공동선거대책위원장 겸 선거대책본부 조직총괄본부장
- 2022년 7월 ~ 제14대 인천광역시 서구청장(민선 8기, 국민의힘, 재선)
- 2024년 6월~: 인천군수·구청장협의회장
- 2024년 11월~: 대한민국시장·군수·구청장협의회 공동회장

## 전과
- 도로교통법위반(음주운전): 벌금 1,000,000원 - 2009년 3월 12일 선고[1]

## 역대 선거 결과
|  | 31.35% |

|  | 44.40% |

|  | 51.43% |

|  | 28.73% |

|  | 51.17% |